# Russian Depositary Index
| RDX-Index      | RDX-Index             |
| Stammdaten     | Stammdaten            |
| -------------- | --------------------- |
| Staat          | Russland              |
| Börse          | London Stock Exchange |
| ISIN           | AT0000634076          |
| Symbol         | RDU                   |
| RIC            | .RDXUSD               |
| Bloomberg-Code | RDXUSD <INDEX>        |
| Kategorie      | Aktienindex           |
| Typ            | Preisindex            |

Der Russian Depositary Index (RDX) ist ein von der Wiener Börse entwickelter Real-Time-Index. Er besteht aus russischen GDRs (Global Depositary Receipts) und ADRs (American Depositary Receipts), die an der Londoner Börse gehandelt werden. Seit 26. März 1999 wird der Index in EUR und USD berechnet und veröffentlicht.
Der RDX wird als Basiswert für strukturierte Produkte, Indexzertifikate sowie standardisierte Derivate (Futures & Optionen) herangezogen.
Der RDX Preisindex setzt sich aus den 15 größten russischen Aktientiteln zusammen.

## Indexzusammenstellung
(Stand: 16. Sept. 2014) 
| Titel                 | Anteil in % |
| --------------------- | ----------- |
| GAZPROM ADR           | 19,14       |
| Lukoil ADR            | 16,66       |
| Magnit GDR            | 11,48       |
| Megafon GDR           | 1,91        |
| Norilsk Nickel ADR    | 7,21        |
| Novatek GDR           | 5,63        |
| Novolipetsk Steel GDR | 1,02        |
| Rosneft GDR           | 7,51        |
| Sberbank ADR          | 12,93       |
| Severstal GDR         | 0,95        |
| Sistema GDR           | 1,76        |
| Surgutneftegaz ADR    | 2,91        |
| Tatneft GDR           | 4,68        |
| Uralkaly GDR          | 3,07        |
| VTB Bank GDR          | 3,13        |